# Breda Mod. 42
La Breda Mod. 42 è una bomba a mano anticarro in dotazione al Regio Esercito durante la seconda guerra mondiale.

## Storia
Il Regio Esercito era entrato in guerra senza una bomba anticarro di produzione nazionale. Solo a guerra iniziata, nel 1942, furono realizzati due modelli: la OTO Mod. 42 ed appunto dalla Breda Mod. 42. Questa era ottenuta per modifica della Breda Mod. 40. Nel giugno del 1942 la Breda di Brescia produsse 10.000 esemplari da sottoporre allo Stato Maggiore, ma l'ordigno, a causa di numerosi mancate attivazioni non superò le prove. La sua adozione fu perciò posticipata al febbraio del 1943.
Con la costituzione di speciali nuclei di «cacciatori di carri» avvenuta appunto nel 1942, furono adottati due tipi di bombe controcarro, una dirompente ed una incendiaria. La prima, la bomba controcarro Breda mod. 42, impiegava parti meccaniche della normale Breda mod. 35. La seconda, la bomba controcarro O.T.O. mod. 42, era una versione perfezionata della bottiglia incendiaria, con 600 gr. di liquido per lanciafiamme innescato da una bomba a mano O.T.O. mod. 35 con lievi modifiche. I sistemi di sicurezza delle due bombe non si discostavano da quelli adoperati sulle normali bombe a mano anti-uomo Breda ed O.T.O.

## Descrizione
La bomba controcarro Breda mod. 42 dirompente, apparteneva al tipo delle bombe a percussione a funzionamento universale. Era costituita da: spoletta (una comune bomba a mano Breda mod. 40 alla quale erano applicati: nella parte inferiore, sulla filettatura del fondello, la sfera metallica contenente la carica supplementare e nella parte superiore, il manico di legno). La spoletta aveva la sicurezza ordinaria, uguale a quella della bomba Breda mod. 40, e quella automatica, analoga nel principio cinematico e quella della Breda mod. 40, dalla quale differiva per alcuni particolari costruttivi; sfera porta carica supplementare, composta da due elementi di alluminio riuniti mediante aggraffatura. Nell'elemento superiore era aggraffato il coperchio imbutiforme, con impanatura per l'avvitatura della spoletta. Era verniciata in rosso sulle bombe da guerra (attive) e in bianco sulle bombe da istruzione (inerti); manico di legno, su cui si notava un raccordo metallico a flangia per l'unione della spoletta, una parte piana con foro per il rivetto di fissaggio della cucchiaia della sicurezza automatica ed un gancio per potere appendere la bomba al cinturino.

## Uso Operativo
Il funzionamento avveniva in questo modo: tolta la sicurezza ordinaria dalla spoletta, la cucchiaia della sicurezza automatica si staccava dalla bomba, sia per gravità che sotto l'azione di una molla; il traversino, trascinato dal peso della cuffia, veniva quindi sfilato dal proprio alloggiamento. Ciò si verificava tra i primi 3–5 m. della traiettoria, dopo di che la spoletta, in quanto capsula e percussore erano tenuti distanziati soltanto dalla molla antagonista, era in condizioni di funzionare all'urto contro qualsiasi muro resistente e di conseguenza di provocare la deflagrazione della carica supplementare contenuta nella sfera.

## Tecnica
La bomba adottava la spoletta e l'impugnatura dalla Breda Mod. 40. A questa era aggiunta un corpo bomba sferico contenente 574 grammi di tritolo. Secondo il produttore, la carica di tritolo era in grado di perforare corazze di 20 mm e di scheggiare internamente piastre di 30 mm. Doveva essere lanciata a non meno di 14-15 metri per permettere lo sfilamento della sicurezza di traiettoria che avveniva dopo 10-12 metri. Il modello definitivo invece adottava una cucchiaia in lamiera invece della cuffia di svincolo, riducendo così i tempi dello sfilamento della sicurezza automatica.